# Claterna sparsipuncta
Claterna sparsipuncta là một loài bướm đêm trong họ Noctuidae.